# Belus Prajoux
Belus Prajoux (* 27. Februar 1955 in Santiago de Chile) ist ein ehemaliger chilenischer Tennisspieler.

## Leben
Prajoux wurde 1972 Tennisprofi. Im Einzel konnte er keine größeren Erfolge auf der ATP Tour feiern, erfolgreicher war er im Doppel. Im Laufe seiner Karriere konnte er sechs Doppeltitel erringen, darunter den Masters-Titel von Rom 1978. Seine höchste Notierung in der Tennisweltrangliste erreichte er 1976 mit Position 66 im Einzel sowie 1982 mit Position 17 im Doppel.
Sein bestes Einzelergebnis bei einem Grand-Slam-Turnier war das Erreichen der dritten Runde bei den French Open in den Jahren 1975 und 1976 sowie 1980. In der Doppelkonkurrenz stand er 1982 an der Seite seines Landsmannes Hans Gildemeister im Finale der French Open. Sie unterlagen den topgesetzten Sherwood Stewart und Ferdi Taygan aus den USA. Zudem stand er 1980 mit Francisco González im Achtelfinale der Wimbledon Championships und 1975 mit Ricardo Cano im Viertelfinale der US Open. Im Mixed erreichte er drei Mal das Achtelfinale der French Open.
Prajoux spielte zwischen 1972 und 1984 10 Einzel- sowie 13 Doppelpartien für die chilenische Davis-Cup-Mannschaft. Seine Bilanz war dabei positiv, im Einzel 6:4 und im Doppel 8:5. Höhepunkt seiner Davis-Cup-Karriere war die Teilnahme am Finale der Weltgruppe 1976 gegen Italien. Chile verlor 1:4, Prajoux holte dabei den einzigen Zähler in seinem Einzelmatch gegen Antonio Zugarelli.

## Erfolge
| Legende                       |
| Grand Slam                    |
| Tennis Masters Cup            |
| ATP Masters Series (1)        |
| ATP International Series Gold |
| ATP International Series (5)  |
| ATP Challenger Series (7)     |

| ATP-Titel nach Belag |
| Hartplatz (0)        |
| Sand (6)             |
| Rasen (0)            |
| Teppich (0)          |

### Einzel

#### Turniersiege
| Nr. | Datum         | Turnier      | Belag | Finalgegner       | Ergebnis |
| --- | ------------- | ------------ | ----- | ----------------- | -------- |
| 1.  | 29. Juli 1979 | Porto Alegre | Sand  | Fernando Maynetto | 6:2, 6:4 |

### Doppel

#### Turniersiege

##### ATP Tour
| Nr. | Datum              | Turnier      | Belag | Partner           | Finalgegner                   | Ergebnis      |
| --- | ------------------ | ------------ | ----- | ----------------- | ----------------------------- | ------------- |
| 1.  | 13. Juli 1976      | Hilversum    | Sand  | Ricardo Cano      | Wojciech Fibak Balázs Taróczy | 6:4, 6:3      |
| 2.  | 7. November 1977   | Bogotá       | Sand  | Hans Gildemeister | Jorge Andrew Carlos Kirmayr   | 6:4, 6:2      |
| 3.  | 22. Mai 1978       | Rom          | Sand  | Víctor Pecci      | Jan Kodeš Tomáš Šmíd          | 6:7, 7:6, 6:1 |
| 4.  | 24. November 1980  | Santiago     | Sand  | Ricardo Ycaza     | Carlos Kirmayr João Soares    | 4:6, 7:6, 6:4 |
| 5.  | 21. September 1981 | Bordeaux     | Sand  | Andrés Gómez      | Jim Gurfein Anders Järryd     | 7:5, 6:3      |
| 6.  | 14. Februar 1983   | Viña del Mar | Sand  | Hans Gildemeister | Júlio Góes Ney Keller         | 6:3, 6:1      |

##### Challenger Tour
| Nr. | Datum              | Turnier        | Belag         | Partner           | Finalgegner                        | Ergebnis      |
| --- | ------------------ | -------------- | ------------- | ----------------- | ---------------------------------- | ------------- |
| 1.  | 13. Mai 1979       | Cuneo          | Sand          | Alejandro Pierola | Dominique Bedel Christophe Freyss  | 6:4, 7:6      |
| 2.  | 23. März 1980      | Linz           | Hartplatz (i) | Tony Graham       | Robert Reininger Helmar Stiegler   | 6:2, 4:6, 7:5 |
| 3.  | 7. September 1981  | Bari           | Sand          | Ian Harris        | Gianni Marchetti Alejandro Pierola | 6:4, 6:2      |
| 4.  | 14. September 1981 | Messina        | Sand          | Alejandro Pierola | Mario Calautti Roberto Calautti    | 3:6, 6:4, 7:6 |
| 5.  | 1. August 1982     | Rio de Janeiro | Sand          | Dominique Bedel   | Mark Dickson Joel Hoffman          | 6:2, 6:7, 6:2 |
| 6.  | 24. Februar 1985   | Viña del Mar   | Sand          | Hans Gildemeister | Ricardo Acuña Ernie Fernández      | 7:6, 6:3      |

#### Finalteilnahmen
| Nr. | Datum              | Turnier               | Belag         | Partner           | Finalgegner                        | Ergebnis             |
| --- | ------------------ | --------------------- | ------------- | ----------------- | ---------------------------------- | -------------------- |
| 1.  | 21. November 1976  | São Paulo             | Teppich (i)   | Ricardo Cano      | Elio Álvarez Víctor Pecci          | 4:6, 6:3, 3:6        |
| 2.  | 28. November 1976  | Buenos Aires (1)      | Sand          | Ricardo Cano      | Carlos Kirmayr Tito Vázquez        | 4:6, 5:7             |
| 3.  | 5. Dezember 1976   | Santiago de Chile (1) | Sand          | Elio Álvarez      | Patricio Cornejo Hans Gildemeister | 3:6, 6:7             |
| 4.  | 23. Juli 1978      | Stuttgart             | Sand          | Carlos Kirmayr    | Jan Kodeš Tomáš Šmíd               | 3:6, 6:7             |
| 5.  | 26. November 1978  | Buenos Aires (2)      | Sand          | José Luis Clerc   | Chris Lewis Van Winitsky           | 4:6, 6:3, 0:6        |
| 6.  | 9. November 1980   | Quito                 | Sand          | José Luis Clerc   | Hans Gildemeister Andrés Gómez     | 3:6, 6:1, 4:6        |
| 7.  | 1. Februar 1981    | Viña del Mar          | Sand          | Andrés Gómez      | David Carter Paul Kronk            | 1:6, 2:6             |
| 8.  | 20. September 1981 | Palermo               | Sand          | Jaime Fillol      | José Luis Damiani Diego Pérez      | 1:6, 4:6             |
| 9.  | 29. November 1981  | Santiago de Chile (2) | Sand          | Ricardo Cano      | Hans Gildemeister Andrés Gómez     | 2:6, 6:7             |
| 10. | 6. Mai 1982        | French Open           | Sand          | Hans Gildemeister | Sherwood Stewart Ferdi Taygan      | 5:7, 3:6, 1:1 aufgg. |
| 11. | 13. März 1983      | Nancy                 | Hartplatz (i) | Ricardo Acuña     | Jan Gunnarsson Anders Järryd       | 5:7, 3:6             |
| 12. | 17. Juli 1983      | Boston                | Sand          | Hans Gildemeister | Mark Dickson Cássio Motta          | 5:7, 3:6             |